# Grießenpaß
Grießenpaß är ett bergspass i Österrike.   Det ligger i distriktet Zell am See och förbundslandet Salzburg, i den centrala delen av landet, 290 km väster om huvudstaden Wien. Grießenpaß ligger 1 353 meter över havet.
Terrängen runt Grießenpaß är bergig åt nordost, men åt sydväst är den kuperad. Närmaste större samhälle är Saalfelden am Steinernen Meer, 15,5 km öster om Grießenpaß. 
I omgivningarna runt Grießenpaß växer i huvudsak blandskog. Runt Grießenpaß är det ganska glesbefolkat, med 36 invånare per kvadratkilometer.